# جون غوردون (لاعب كرة الريشة)
جون غوردون (بالإنجليزية: John Gordon) هو لاعب كرة الريشة نيوزيلندي، ولد في 25 نوفمبر 1978 في ويلينغتون في نيوزيلندا.

## وصلات خارجية
- جون غوردون على موقع BWF.tournamentsoftware.com (الإنجليزية)
- جون غوردون على موقع BWFbadminton.com (الإنجليزية)
- جون غوردون على موقع اللجنة الأولمبية النيوزيلندية (الإنجليزية)
- جون غوردون على موقع اتحاد ألعاب الكومنولث (مؤرشف) (الإنجليزية)